# 모토키 세이야
모토키 세이야(일본어: 元木 聖也 もとき せいや[*])는 일본의 배우이다. 쾌도전대 루팡레인저 vs. 경찰전대 패트레인저의 멤버 중 최연장자로, 우주전대 큐레인저에서 스팅커를 맡았던 키시 요스케와는 고등학교 친구이다.

## 출연작

### TV 드라마
- 2018년 ~ 2019년 쾌도전대 루팡레인저 vs. 경찰전대 패트레인저 - 타카오 노엘 / 루팡 X / 패트렌 X 역

## 영화
- 경찰전대 패트레인저 Feat. 쾌도전대 루팡레인저 또 한명의 패트렌 2호 - 타카오 노엘 / 루팡 X / 패트렌 X 역
- 쾌도전대 루팡레인저 + 경찰전대 패트레인저 궁극의 변합체 - 타카오 노엘 / 루팡 X / 패트렌 X 역
- 쾌도전대 루팡레인저 VS 경찰전대 패트레인저 en film - 타카오 노엘 / 루팡 X / 패트렌 X 역
- 루팡레인저 VS 패트레인저 VS 큐레인저 - 타카오 노엘 / 루팡 X / 패트렌 X 역
- 쾌도전대 루팡레인저 VS 경찰전대 패트레인저 파이널 라이브 투어 2019 - 타카오 노엘 / 루팡 X / 패트렌 X 역
- 기사룡전대 류소우저 VS 루팡레인저 VS 패트레인저 - 타카오 노엘 / 루팡 X / 패트렌 X 역